# Okenyenya
Der Okenyenya oder Okonjeje ist ein 1902 m hoher, markanter Berg im nördlichen Namibia. Er liegt rund 60 Kilometer nordöstlich der Ortschaft Uis in der Region Erongo und überragt sein Umland um etwa 1000 m.

## Geologie
Der Okenyenia ist der höchste Gipfel einer ringartigen Berggruppe, die sich auf einer Fläche von rund 20 km² erstreckt und einen gemeinsamen geologischen Ursprung hat. Es handelt sich um einen komplexen basischen Pluton (engl. Okenyenya igneous complex genannt), der in der Frühen Kreidezeit in das präkambrische metamorphe Grundgebirge (Damara-Sequenz) und das auflagernde jungpaläozoisch-?triassische Tafeldeckgebirge (Karoo-Supergruppe) intrudierte, wobei ein Teil des Magmas wahrscheinlich von dort weiter aufstieg und einen Vulkankomplex speiste. Im weiteren Verlauf der Jahrmillionen gelangte dieser Pluton infolge einer Anhebung der Erdkruste (vgl. → Great Escarpment) bei gleichzeitigem Angreifen von Verwitterung und Erosion an die Erdoberfläche, das heißt die kreidezeitlichen Vulkane wurden bis tief unter ihr Basisniveau abgetragen. Schließlich wurde der Pluton aufgrund seiner gegenüber den Umgebungsgesteinen höheren Erosionsresistenz allmählich inselbergartig aus dem Untergrund herauspräpariert. Der Denudationsbetrag seit der Späten Kreide wird auf rund 4000 m geschätzt.
Am konisch geformten östlichen und höchsten Teil des Okenyenya beißen konzentrisch ineinander steckende, mehr oder weniger zylindrische magmatische Gesteinskörper aus. Der innerste dieser Gesteinskörper bildet den Gipfelbereich und besteht aus Oligoklasessexit, während sich nach außen bzw. an den Hängen darunter Andesinessexit anschließt. Die Essexitkörper sind wiederum von Nephelinsyenit („Pulaskit“) umschlossen, der die unteren Hänge an der Nord- und Ostseite aufbaut. Die unteren Südwest- und Westhänge des Okenyenia, einschließlich des Adams Shoulder genannten westlichen Nebengipfels (1590 m), bestehen hingegen überwiegend aus Alkaligabbro. Folglich ist nahezu der gesamte Berg aus alkalischen Magmatiten aufgebaut. Diese repräsentieren die fortgeschrittene (Alkaligabbro) und späte (Nephelinsyenit und Essexit) Hauptaktivitätsphase des Okenyenia-Magmatismus. Der konzentrische Aufbau des Syenit-Essexit-Teilkörpers legt nahe, dass es sich hierbei um den plutonischen Ausdruck eines Caldera-/Schachtkrater-Systems („multiple cauldron subsidence“) handelt. Kontaktmetamorphe Karoo-Sedimente sind heute in größerem Umfang nur noch an der Ostflanke in Form des sogenannten Zbigniew Ridge erhalten.gesamter Absatz nach 